# Auma
Auma é uma cidade e antigo município da Alemanha localizada no distrito de Greiz, estado da Turíngia. Pertencia ao Verwaltungsgemeinschaft de Auma-Weidatal. Desde 1 de dezembro de 2011, faz parte do município de Auma-Weidatal.